# آذان الحمار
آذان الحمار هو نوع عشبي معمر من النباتات المزهرة في فصيلة زهر العسل أي الخمانية.

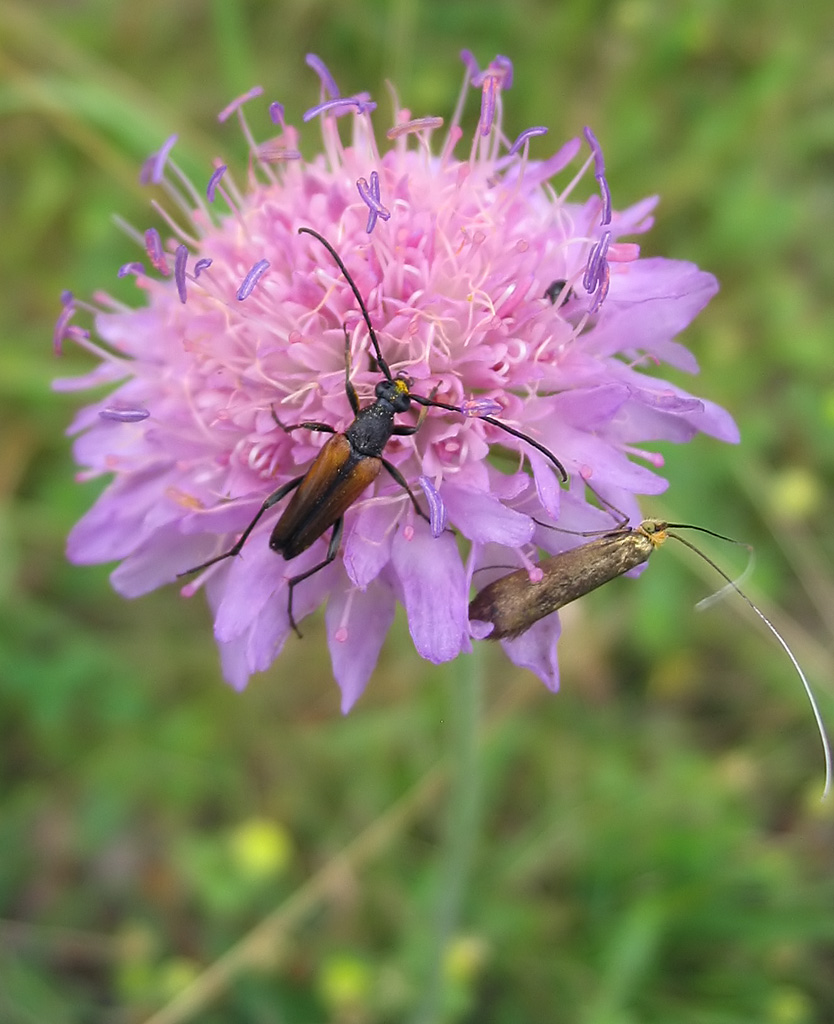
يجذب الإزهار الغني بالرحيق العديد من الحشرات

## الصور

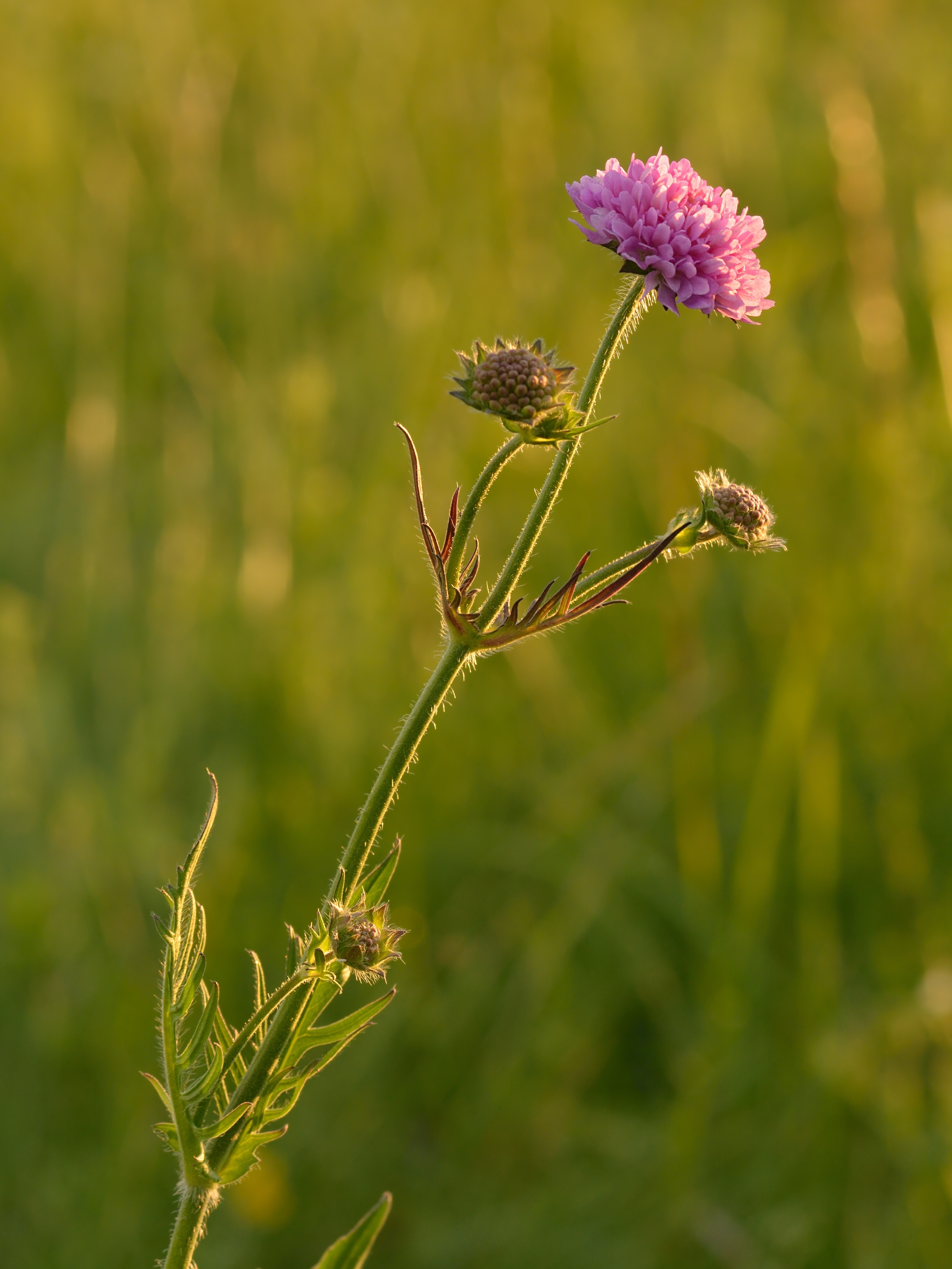
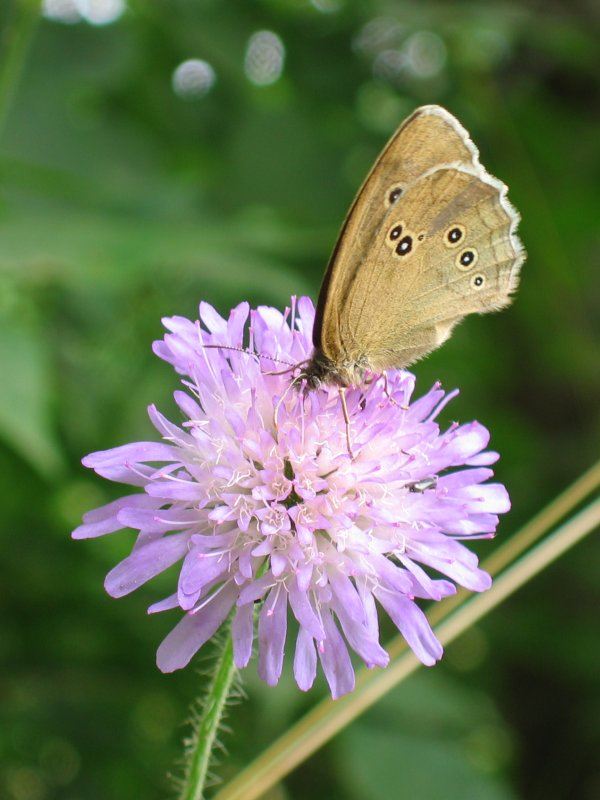
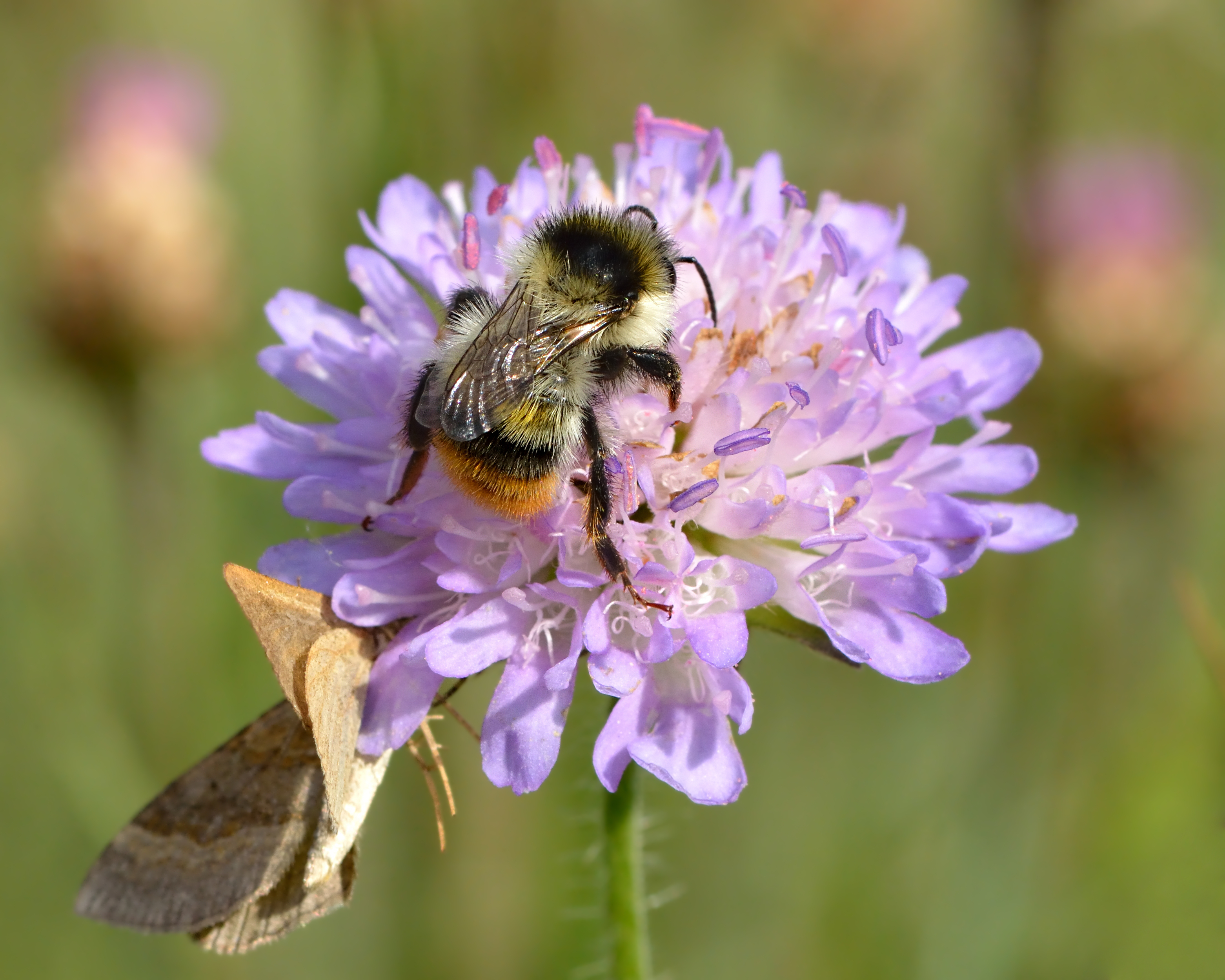
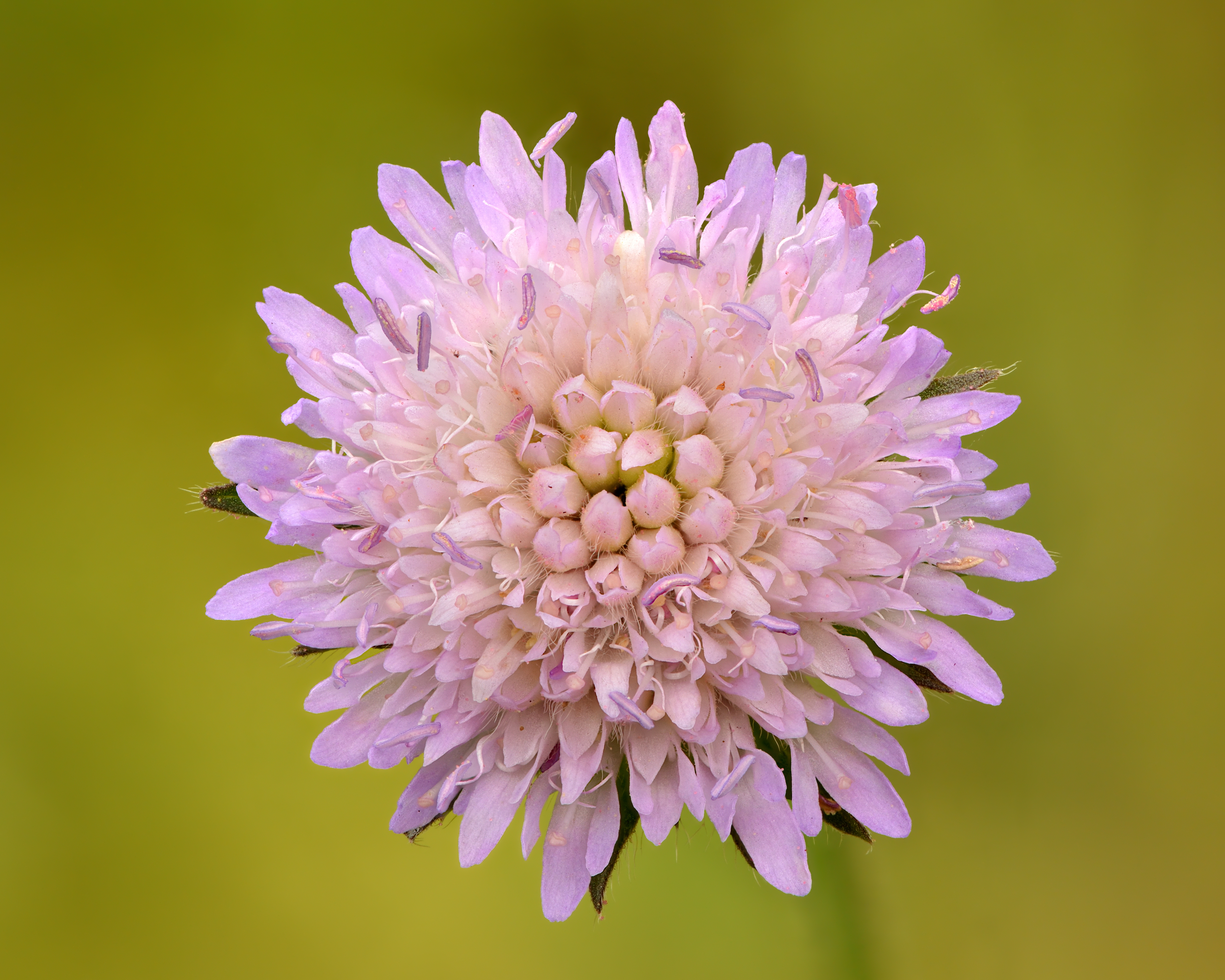
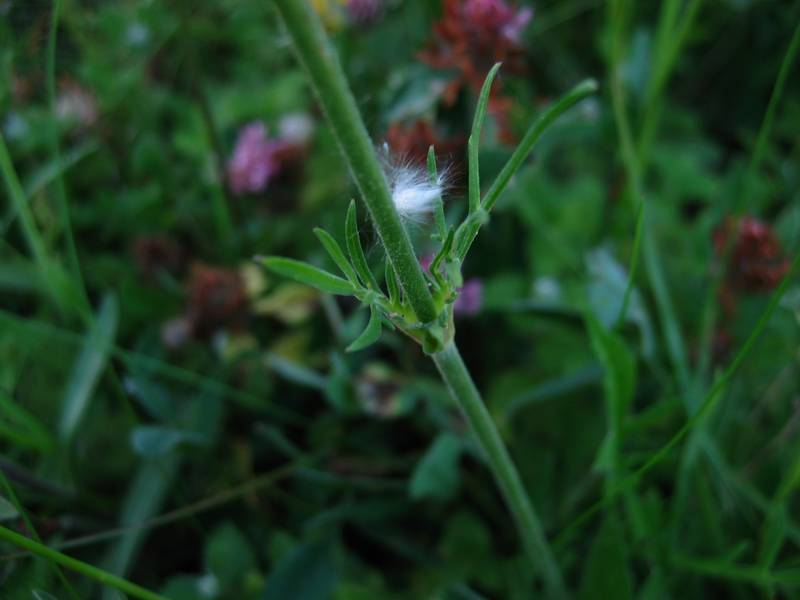
أوراق
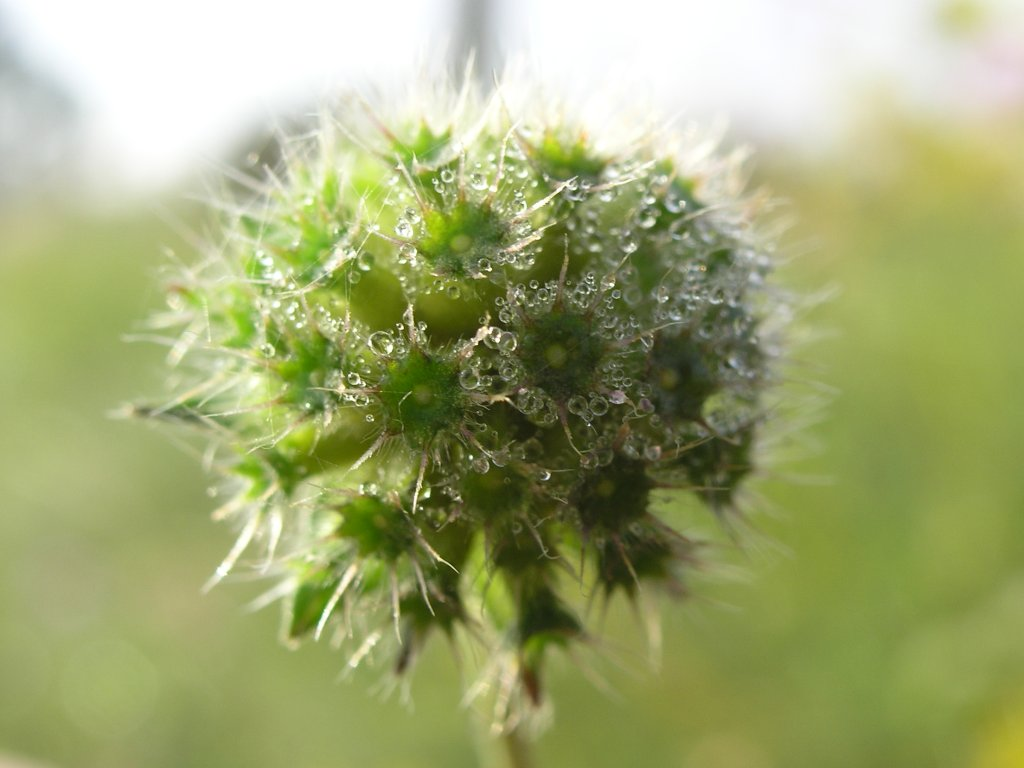
ثمرة فتية
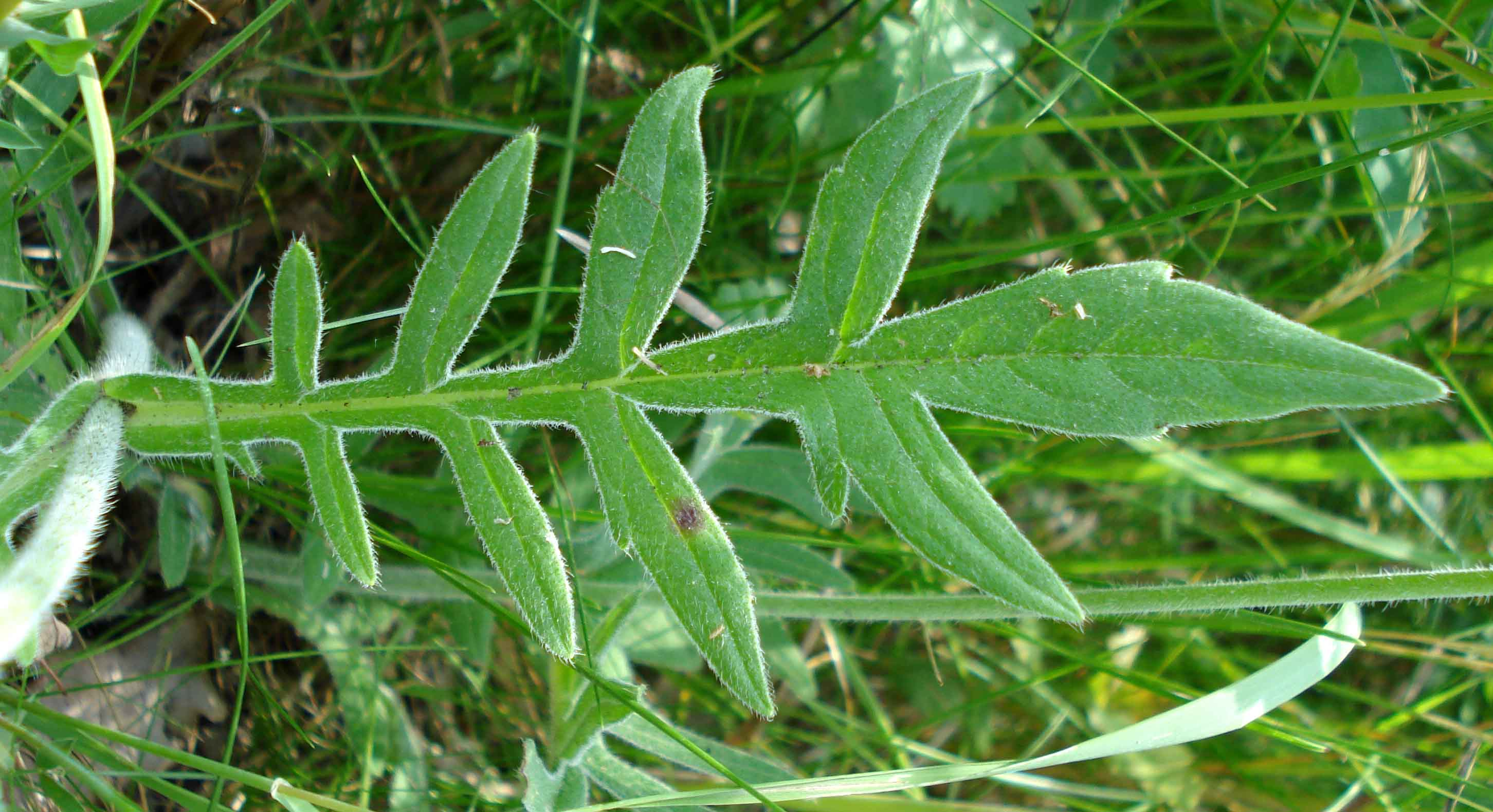
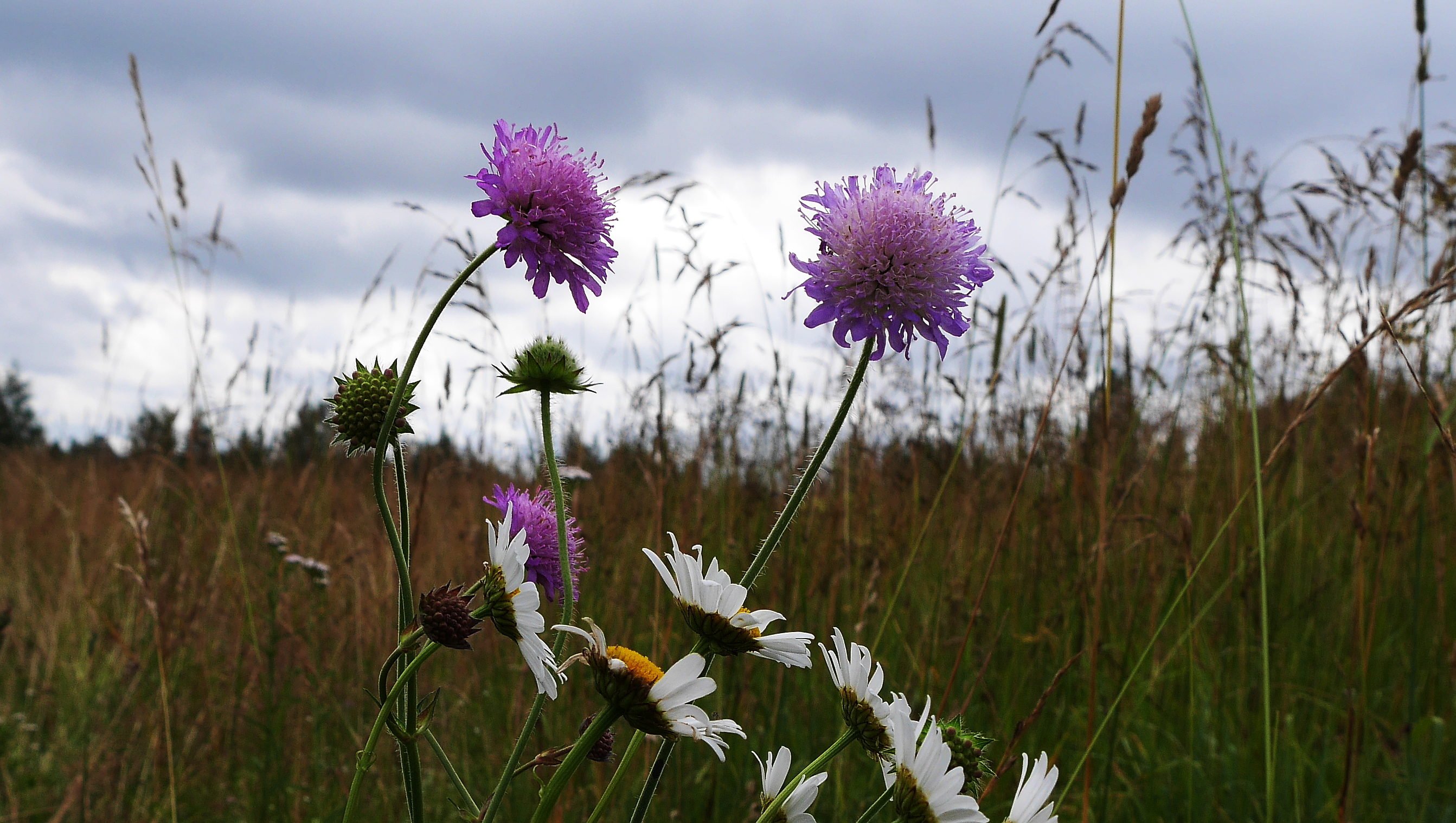